# Adolf Christian
Adolf Christian (* 3. Juni 1934 in Wien; † 8. Juli 1999 ebenda) war ein österreichischer Radrennfahrer.

## Karriere
Adolf Christian begann als Amateur 1953 bei größeren Rennen mitzufahren (wobei er noch im erlernten Beruf als Tapezierer arbeitete) und konnte sich 1954 den Titel als österreichischer Staatsmeister der Amateure ebenso wie den Sieg der Österreich-Rundfahrt, der Niederösterreich-Rundfahrt und im Straßenradrennen Wien–Graz–Wien sichern. 1956 war er einer der stärksten Fahrer der 2. Tour d’Europe und belegte Platz 4 in der Gesamtwertung. Er startete in jener Saison als Unabhängiger.
Christian begann seine professionelle Karriere als 22-Jähriger 1957 an der Seite von Fausto Coppi beim italienischen Rennstall Carpano–Coppi und wurde im selben Jahr bei der Tour de France Dritter der Gesamtwertung. Damit ist er bis heute der erfolgreichste Österreicher bei der Tour de France. Christian fuhr 1959 bis 1960 für den Rennstall Ignis-Frejus und beendete seine professionelle Karriere 1961 nach einem Jahr bei Cynar-Mittelholzer, nachdem er bei der Tour de France ausgeschieden war. 1962 ließ er sich reamateurisieren, nahm erstmals auch am Course de la Paix (Internationale Friedensfahrt) teil (wobei er Platz 49 im Gesamtklassement belegte) und gewann die Gesamteinzelwertung der Tour de Hongrie. Bei der Österreich-Rundfahrt belegte er den zweiten Platz hinter Walter Müller und vor „Täve“ Schur. Zudem wurde er „Großglocknerkönig“, d. h., er überquerte den Großglockner auf der Etappe als Erster. 1963 siegte er in der Niederösterreich-Rundfahrt. Im Jahr der Olympischen Spiele von Tokio 1964, wo er als Ex-Profi nicht starten durfte, fuhr er zum sechsten Mal die Österreich-Rundfahrt und beendete danach seine aktive Laufbahn als Radsportler im Alter von 30 Jahren.
Er wurde Ende Januar 1958 von den österreichischen Sportjournalisten, ex aequo mit dem Skirennläufer Toni Sailer, zum Sportler des Jahres 1957 (beide erhielten 491 Punkte und erhielten auch jeweils 40 erste Plätze) gewählt.
Am 8. Juli 1999 verstarb Adolf Christian im Alter von 65 Jahren in seiner Geburtsstadt. Er wurde am evangelischen Teil des Wiener Zentralfriedhof bestattet.

## Erfolge
1954
- 1. Platz österreichische Staatsmeisterschaft der Amateure
- Etappensieg bei der Österreich-Rundfahrt
- 1. Gesamtwertung Österreich-Rundfahrt
- 1. Budapest–Wien–Budapest

1955
- Zwei Etappensiege bei der Österreich-Rundfahrt
- 2. Gesamtwertung Österreich-Rundfahrt

1956
- 1. Gesamtwertung Graz-Rundfahrt
- Etappensieg bei der Österreich-Rundfahrt

1957
- 3. Gesamtwertung Tour de France

1962
- 1. Gesamtwertung Tour de Hongrie

1962
- 2. Gesamtwertung Österreich-Rundfahrt